# Estação de Massy - Palaiseau
A Estação de Massy - Palaiseau é uma estação ferroviária francesa da linha de Sceaux, localizada sobre o território das comunas de Massy e Palaiseau, no departamento de Essonne, na região da Ilha de França.
Inaugurada em 1854 pela Compagnie du Chemin de Fer de Paris à Orléans (PO) e agora operada pela Régie Autonome des Transports Parisiens (RATP), a estação é servida pelos trens da linha B do RER. Perto dali, a estação da Grande Ceinture, operada pela Société Nationale des Chemins de Fer Français (SNCF) e oficialmente chamada de estação de Massy - Palaiseau - Grande-Ceinture, é servida pelos trens da linha C do RER. Finalmente, uma terceira estação, a de Massy TGV, foi inaugurada em 1991 no LGV Atlantique; ela é atendida exclusivamente pelo TGV.
O conjunto constitui um importante centro multimodal nos subúrbios do sul de Paris, servido por numerosas linhas de ônibus e frequentado por mais de 45 000 passageiros diários.

## Situação ferroviária
Três estações separadas são justapostas:
- a estação da antiga linha de Sceaux, agora RER B, operada pela RATP, localizada no ponto quilométrico (PK) 13.500 desta linha;
- a estação do RER C, oficialmente chamada de estação de Massy - Palaiseau - Grande-Ceinture e operada pela SNCF. Antes de 1937, era a única estação pertencente à Compagnie du chemin de fer de Paris à Orléans (PO) e hospedava, em trilhos separados, a linha de Sceaux — que então unia Palaiseau por uma grande curva à esquerda — e a linha da Grande Ceinture de Paris, vinda de Juvisy e com destino a Versailles-Chantiers (completada pela linha de Choisy-le-Roi a Massy - Verrières apelidada de cintura estratégica ou cintura sul do braço norte, construída a pedido do Exército). Esta estação está localizada no PK 106,190[2] da linha da Grande Ceinture de Paris na altitude de 85m;
- a estação TGV, operada pelas SNCF grandes linhas, que forma o nó das interconexões leste-oeste do TGV. Instalada sob as empresas da linha de Ouest-Ceinture a Chartres da antiga rede de l'État, ela está localizada no PK 14.376[3] da linha de Paris-Montparnasse a Monts (LGV) na altitude de 78m.

Além disso, o local acolhe um grande pátio de manutenção da RATP, bem como uma oficina Infralog Île-de-France da SNCF Réseau. Aparelhos de via permitem unir as vias SNCF e RATP no centro da faixa. Finalmente, havia também uma faixa de vias de garagem com um monte de triagem. Na década de 1950, a manobra dos vagões eram operados por uma locomotiva a vapor 140 C do Depósito de Trappes.

## História

### A Linha de Sceaux
Em 7 de junho de 1846, o Chemin de fer de Paris à Sceaux foi inaugurada. Esta linha de via única inclui um sistema de bitola larga original denominado sistema Arnoux. Sua extensão para Orsay foi aberta ao público em 29 de julho de 1854. A atual estação de Massy - Verrières foi criada para esta ocasião.
Em 1867, a linha de Sceaux foi estendida para Limours.
Em 22 de maio de 1891, foi colocada na rota normal e duplicada entre Bourg-la-Reine e Orsay.

### A linha da Grande Ceinture
Em 1 de maio de 1883, o tráfego na linha da Grande Ceinture abriu para os passageiros no trecho de Versailles-Chantiers a Savigny-sur-Orge.
Para criar uma conexão com a estação da linha de Sceaux, uma nova estação foi aberta para passageiros e mercadorias. Situada a meio caminho entre as estações de Massy e de Palaiseau, em uma planície ainda virgem de qualquer habitação, ela levou o nome de Massy - Palaiseau. As instalações da linha de Sceaux de transportes estão localizadas à distância, o que dificulta a troca de viajantes. A diferença de bitola entre as duas linhas impedia a troca de vagões e exige a construção de uma plataforma de transbordo de carga, situação que se manteve até a bitola padrão (1,435 m) da linha de Sceaux em 1891. Até 1965, ainda podia se ver o traçado abandonado desta linha de Sceaux quando saía da estação antiga para a de Palaiseau. Hoje em dia, a estrada departamental 156 ocupa mais ou menos este local que permaneceu livre desde o desvio devido à eletrificação pela Compagnie du chemin de fer de Paris à Orléans (PO) antes de ser cedida à Compagnie du chemin de fer métropolitain de Paris (CMP).
Em 15 de maio de 1939, o tráfego de passageiros termina na seção norte da Grande Ceinture de Versailles-Chantiers a Juvisy por Achères, Sartrouville, Noisy-le-Sec. Por outro lado, permanece no trecho sul, entre Juvisy e Versalhes via Massy-Palaiseau.

### A linha de Choisy-le-Roi a Massy - Verrières
Em 18 de outubro de 1886, a linha de Choisy-le-Roi a Massy - Verrières (apelidada de linha da grande cintura estratégica porque solicitada pelo Exército) chega à estação de Massy de Choisy-le-Roi.
Ela fechou em 15 de maio de 1939. Foi reaberta aos passageiros nas décadas de 1970 e 1980 e constitui um dos ramais da linha C do RER.

### O entroncamento ferroviário de Massy - Palaiseau
Em 1886, Massy tornou-se um entroncamento ferroviário.
Entre 1919 e 1923, no rescaldo da Primeira Guerra Mundial, a construção da linha de Paris-Montparnasse a Chartres por Gallardon envolveu grandes obras em Massy. O projeto final aprovado em 18 de janeiro de 1910 prevê reunir todos os trilhos das linhas de Sceaux, de Paris a Chartres via Gallardon da rede de l'État em construção e a cintura da localização atual da estação RATP em uma vasta estação comum. A seção de Massy para Chartres da linha por Gallardon foi inaugurada em 1930, operada com três trens diários com terminal em Massy-Palaiseau e depois fechada em 1939.
A fim de criar uma rede suburbana moderna e eletrificada, a linha de Sceaux, pertencente à Compagnie du chemin de fer de Paris à Orléans (PO), foi entregue em 1937 à Compagnie du chemin de fer métropolitain de Paris (CMP) que iria tornou-se mais tarde a Régie Autonome des Transports Parisiens (RATP). Entre 1935 e 1937, grandes obras de infraestrutura foram realizadas; nomeadamente eletrificação, retificação do traçado e construção de várias novas estações. A estação de Massy - Palaiseau da linha de Sceaux deixou então de ser uma simples dependência das estações vizinhas e passou a ser dotada de um edifício moderno, plataformas alargadas e uma passarela para pedestres, muito útil para os residentes porque a expansão da atividade ferroviária tinha criado um obstáculo intransponível para a circulação local.
Nó ferroviário importante nos subúrbios ao sul de Paris, por onde passam muitos comboios militares, o local foi bombardeado em 2 de junho de 1944, fazendo 80 mortos e 200 feridos e perturbando gravemente a operação.

### As obras TGV
Na década de 1930, a construção da seção de Massy a Paris foi abandonada, o que deixou uma situação irracional que persistiu até hoje. O terreno reservado para esta linha e as estruturas de engenharia construídas de Massy em direção a Paris foram usados para a construção do LGV Atlantique e para o desenvolvimento do corredor verde do sul de Paris após o abandono do projeto da Autoroute A 10 até Montparnasse.
O LGV Atlantique atravessa o local da estação Massy - Palaiseau em trincheira coberta e vários viadutos construídos na década de 1930 foram preservados, de modo que é difícil adivinhar a presença da linha desde o final da obra.
Novos prédios, estacionamentos e acessos rodoviários foram construídos na ocasião. No entanto, as instalações da estação mudaram pouco. A travessia dos trilhos, bem como as conexões entre os meios de transporte continuaram difíceis.

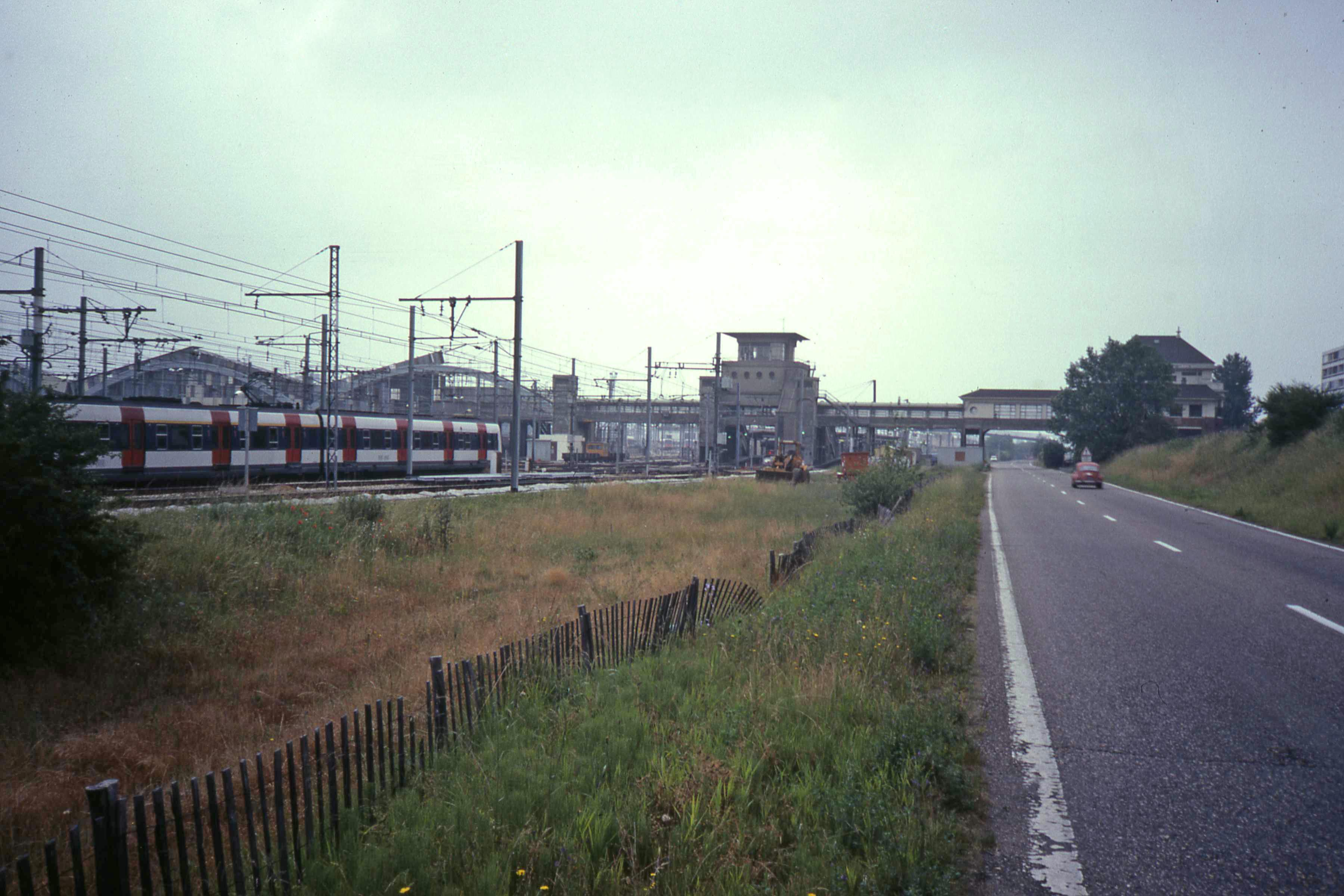
Em 1983, antes das obras. O canteiro central com grama corresponde à antiga linha de Paris a Chartres por Gallardon.
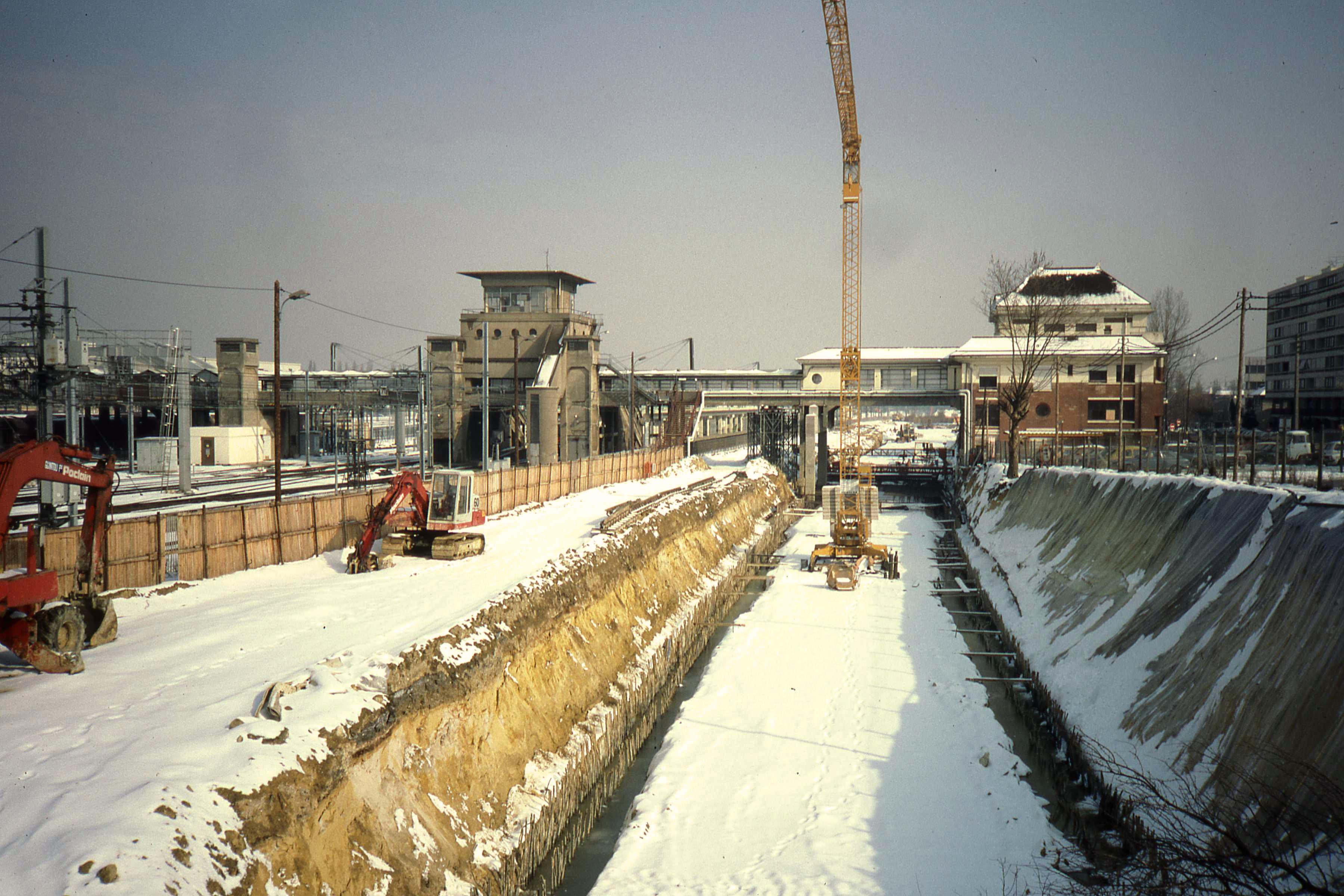
O mesmo local em 1986. A trincheira da LGV Atlantique foi cavada e a rota desapareceu.

### O novo pólo multimodal
Após o término das obras da linha de alta velocidade, o local ferroviário é dividido em três estações distintas, a da RATP a sudeste na antiga linha de Sceaux, com a estação de TGV nas proximidades; e ao noroeste, além de um grande feixe de desvios, a estação SNCF na linha da Grande Ceinture, cada uma com sua própria estação de ônibus. As três estações são interligadas por uma única passarela longa, que não tem abrigo e se tornou estreita demais para o grande fluxo de viajantes. Esta situação motivou o projeto de construção de uma nova passarela ampla e coberta, bem como de dois novos edifícios de passageiros, para cada operador, de forma a facilitar as ligações entre as duas faces do que constitui um importante hub multimodal.
Em junho de 2007, começaram as obras para uma grande reestruturação do pólo e melhor integração com a cidade, incluindo a construção da nova passarela, a "ligação" por causa da ligação que criará entre as duas partes da cidade cortadas pelo feixe de ferrovias, e duas novas estações de ônibus para substituir as antigas. A passarela, muito luminosa por ser delimitada por metro de vidro nos seus 241 m de comprimento e 9 m de largura, avista os trilhos da linha de Sceaux e a linha da Grande Ceinture de Paris, a cerca de 7,6m acima do chão. Ela é apoiada por seis pilares e dois núcleos de extremidade. Acessível às pessoas com deficiência, ela facilita as ligações entre o RER B, o RER C e o TGV, num contexto de expectativa de aumento de tráfego com estudos do LGV Interconnexion Sud, o bonde-trem Évry - Massy, tornado linha 12 do Bonde d'Île-de-France e da linha 18 do Grand Paris Express. O projeto está estimado em 68,7 M€, para 27 000 travessias previstas a cada dia.
A inauguração, inicialmente prevista para a primavera de 2011, foi adiada para 2012 devido a um litígio com a empresa responsável pela construção.
O lançamento do novo pólo multimodal ocorreu de forma escalonada. Em 31 de janeiro de 2012, foram colocadas em serviço a passarela e as escadas fixas de acesso ao RER B. Em fevereiro de 2012, foram inauguradas as escadas fixas de acesso ao RER C e, em maio de 2012, as escadas rolantes foram colocadas em serviço.
A antiga passarela sobre os trilhos deveria ter sido destruída de acordo com o projeto inicial. No entanto, o seu futuro não está definitivamente fixado porque o pólo multimodal é encerrado fora do horário de funcionamento da estação enquanto que a comuna de Massy pretende manter uma ligação aberta permanentemente, inclusive à noite, entre os bairros de parte e outra do complexo ferroviário. O acesso às plataformas ferroviárias a partir da antiga passarela foi fechado no início de janeiro de 2013 na parte do RER C, alongando o trajeto até as plataformas em várias centenas de metros para alguns passageiros.
Em 2019, 9 141 486 passageiros entraram nesta estação pela entrada da RATP, que a coloca na 8a posição das estações do RER operadas pela RATP por sua frequência. Nesse mesmo ano, o número de passageiros anual estimado pela SNCF (pela entrada do RER C) foi de 4 478 681 passageiros.

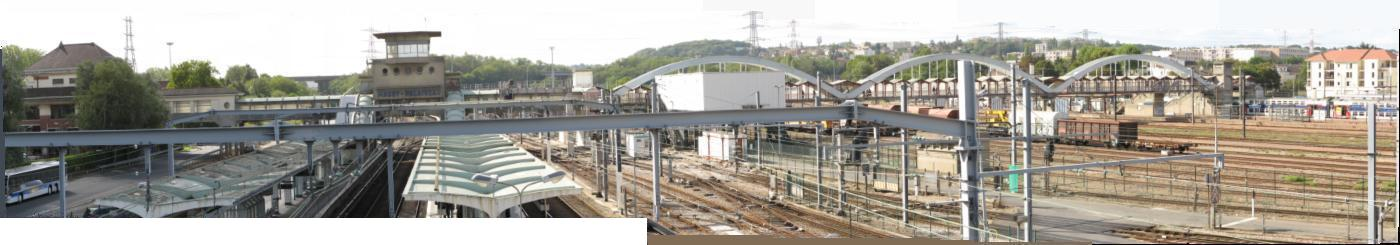
Vista panorâmica da estação antes das obras de 2007-2010: Estação RATP em primeiro plano à esquerda (RER B) e passarela que permite o entroncamento entre a estação RATP e a estação SNCF (à direita)

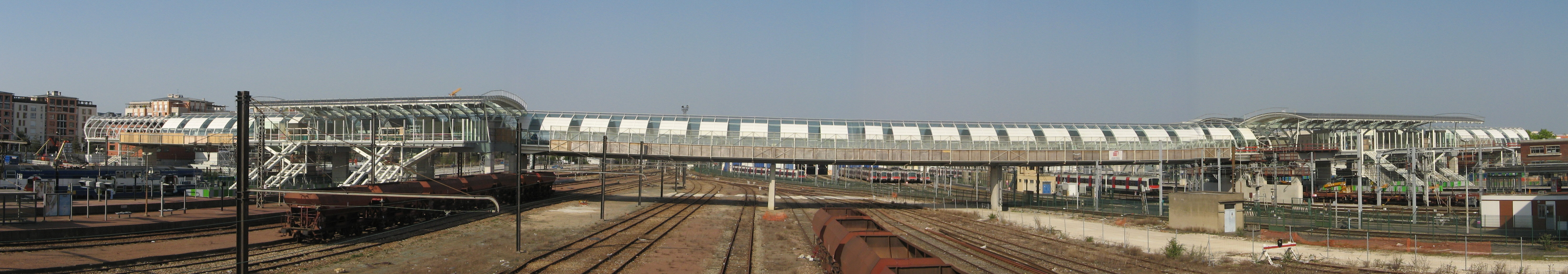
Vista panorâmica da nova passarela sendo concluída na primavera de 2010

## Serviço aos Passageiros

### Linhas
A estação é servida pelos trens das linhas B e C do RER.
A estação da linha C do RER, da qual ela constitui o terminal do ramal C2, também é servida pelos TGV intersetores (uma viagem de ida e volta por dia) que circulam entre a Alta Normandia (Le Havre, Rouen-Rive-Droite) e o Sudeste (Lyon-Part-Dieu, Valence TGV, Avignon TGV e Marseille-Saint-Charles). Os outros TGV Província-Província em proveniência de ou em direção do LGV Atlantique e servindo Massy param na estação de Massy TGV.

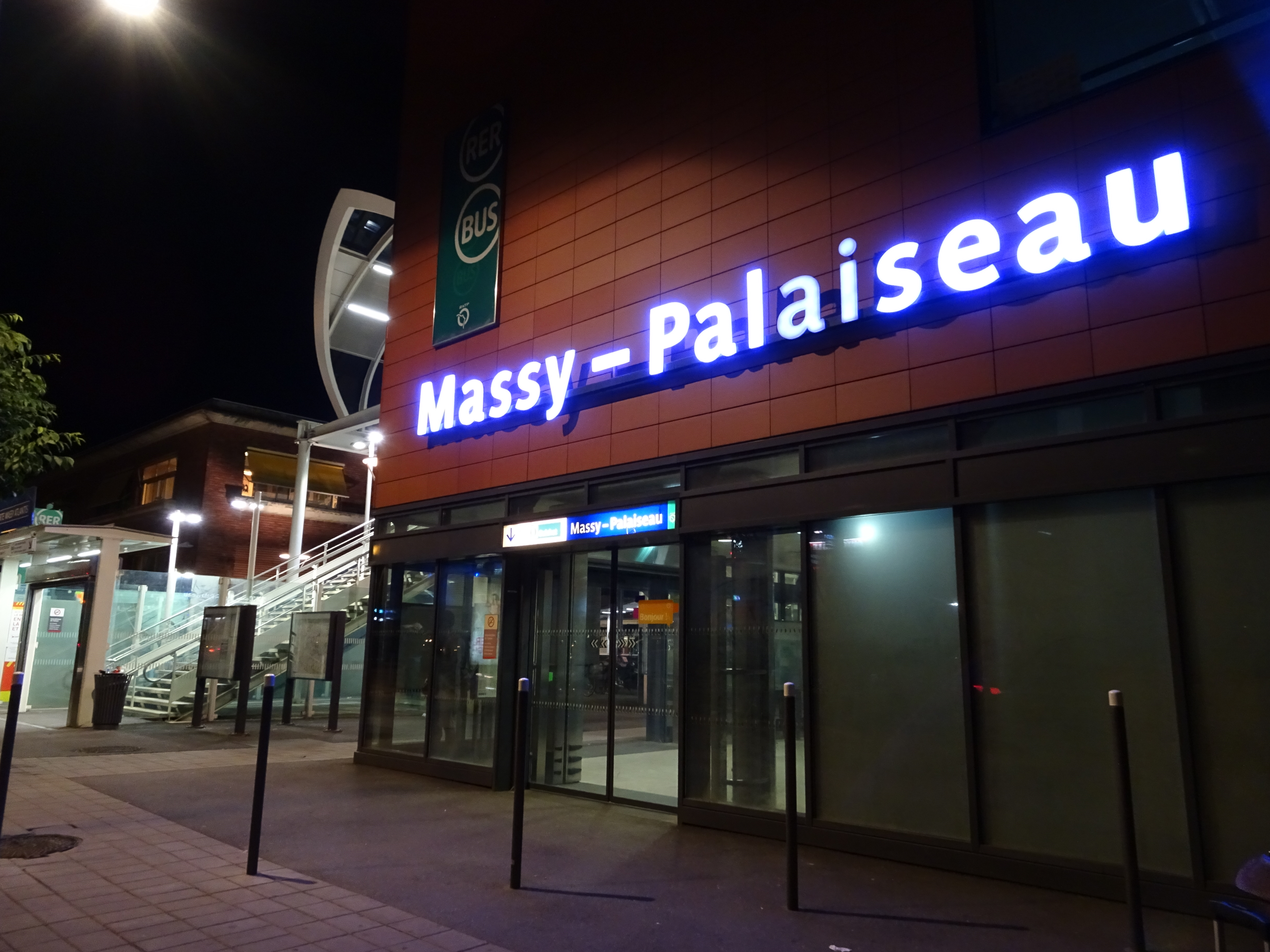
Estação lado RATP.
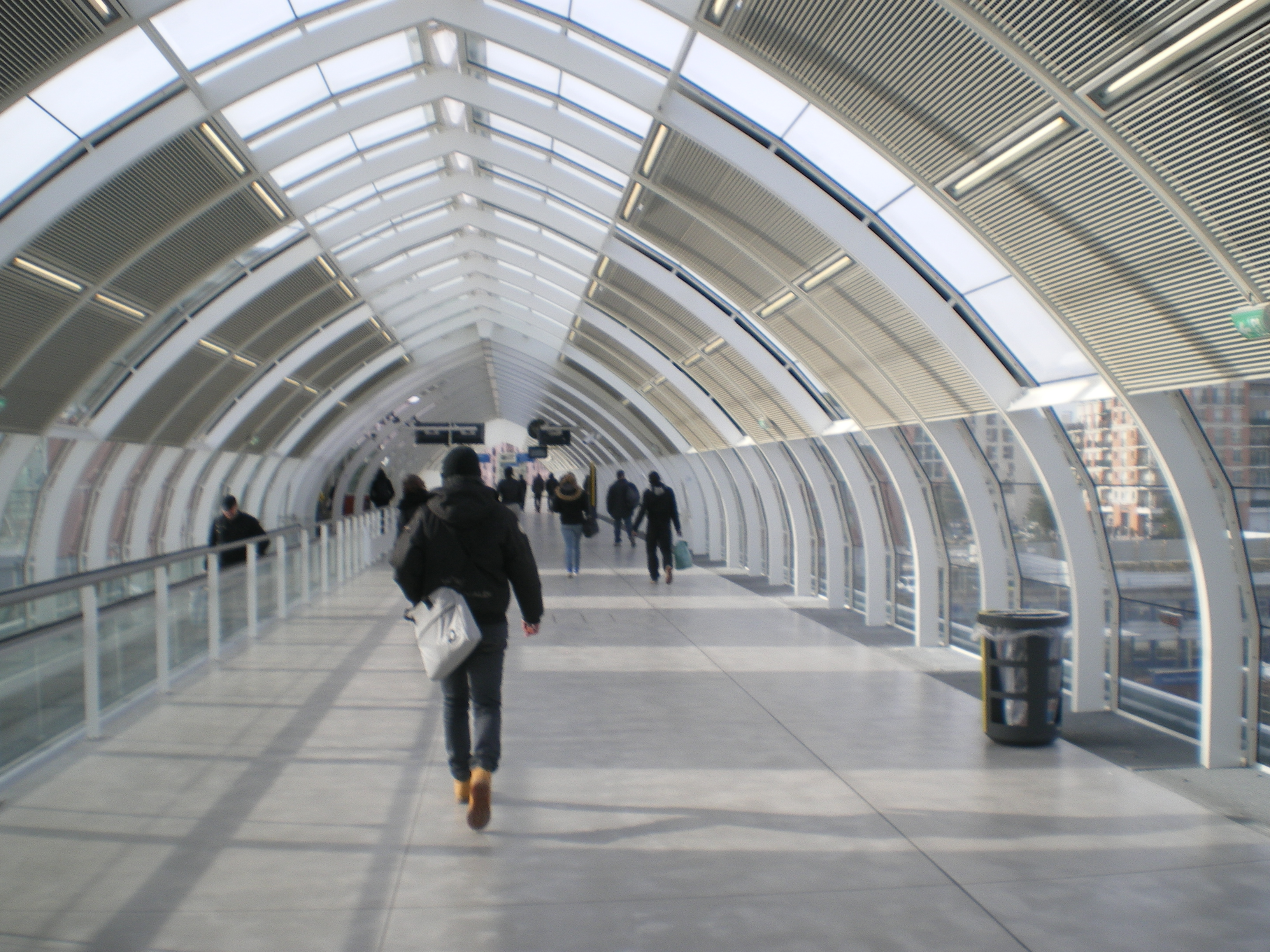
Passarela que liga as linhas B e C do RER.
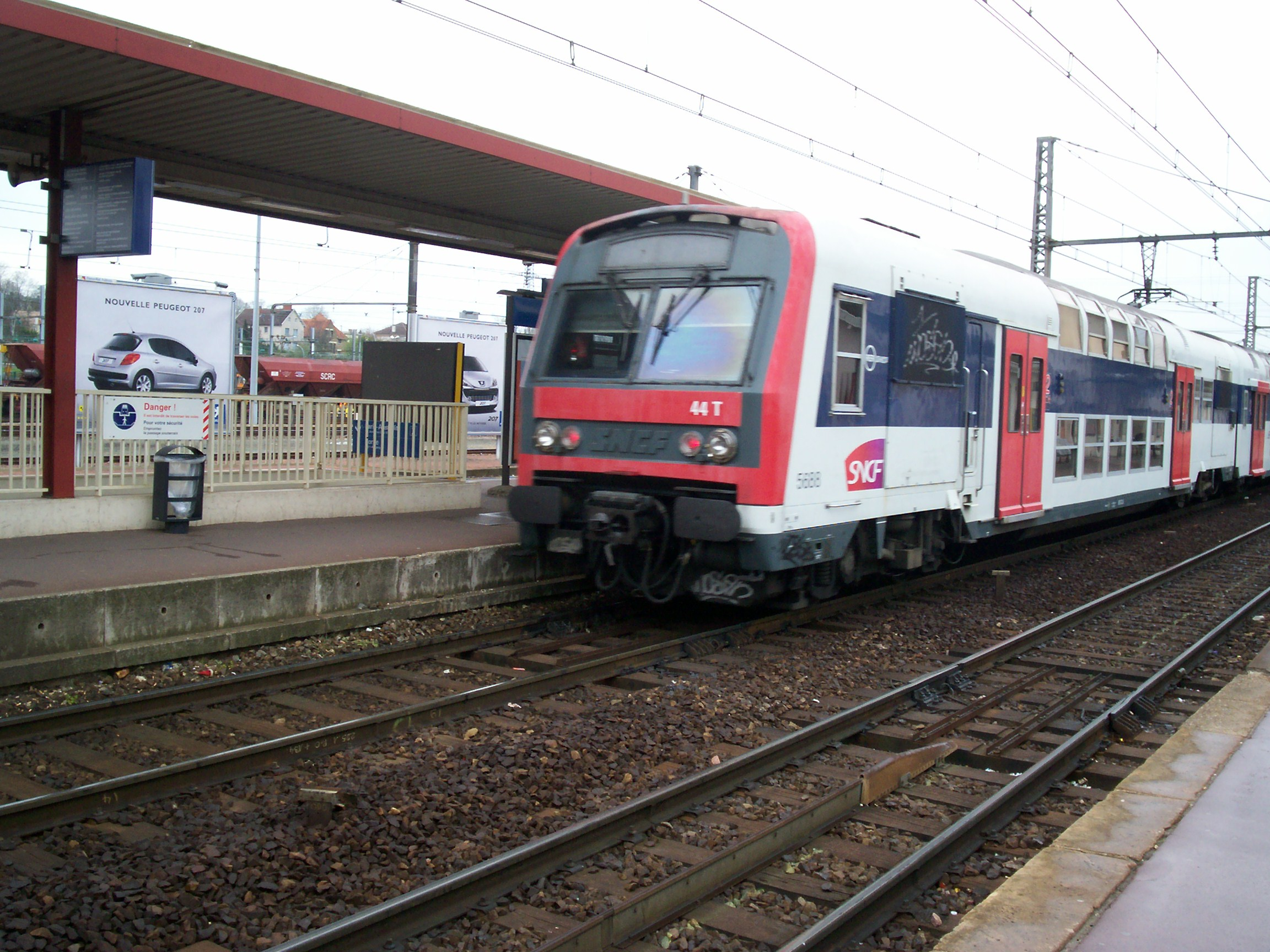
Trem Z 8800 da linha C na plataforma.
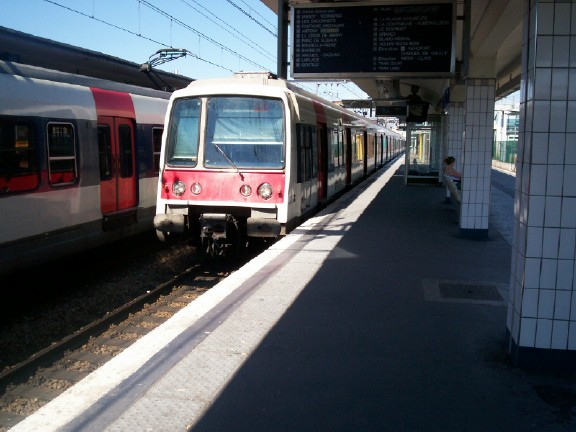
Trem MI 79 da linha B na plataforma.

### Intermodalidade
A estação é servida pelas linhas 91.03, 91.05, 91.06, 91.10 e 91.11 da sociedade de transportes Albatrans, pelas linhas DM11A, DM11C, DM11E, DM11G, DM12 e DM153 da sociedade de transportes Keolis Meyer, pelas linhas 119, 196, 199, 319 e 399 da rede de ônibus RATP, pelas linhas 2, 14, 15, 22, 23 e J da rede de ônibus Paris-Saclay Mobilités, pela linha 39.37B da sociedade de transportes SAVAC, pela linha 107 da sociedade de transportes CEA Transports, pela linha 60 da rede de autocarros Phébus, pela linha 55 do estabelecimento Transdev de Lieusaint e, à noite, pelas linhas N63 e N122 da rede Noctilien.

## Serviço de cargas
A estação de Massy - Palaiseau - Grande-Ceinture está aberta ao serviço de cargas, mas apenas para trens de grande porte.

## Na cultura
A estação de Massy-Palaiseau é o cenário do álbum SOS Météores das aventuras de Blake e Mortimer.
Renaud também escreveu Le Tango de Massy-Palaiseau (1977) em referência à estação de mesmo nome.

## Projetos

### Linha 12 Express do Tramway d'Île-de-France
De acordo com os planos da Île-de-France Mobilités (IDFM) (antigo STIF), até 2022, a estação será o terminal da linha 12 Express do bonde. A estação terminal ficará localizada perto da estação SNCF, com uma plataforma compartilhada com os trens da linha C do RER em direção a Versalhes-Chantiers, a fim de facilitar as conexões a Versalhes. Uma oficina-garagem foi montada nas proximidades desde 2019, a fim de manter as vinte e três composições do parque. Ele está localizado em um antigo terreno militar com uma plataforma de embarque perto da 117 departamental antes de cruzar a Grande Ceinture (GC). A via de serviço deste cais foi conectada há muito pouco antes do viaduto do departamental, à via ímpar do GC até os anos 1960.

### Grand Paris Express
Ainda segundo a Île-de-France Mobilités (IDFM) (antigo STIF), a estação deveria ser servida pela linha 18 do metrô do Grand Paris Express a partir de 2027. O projeto da estação foi confiado a Richez Associés.
A nova estação subterrânea deverá ser equipada com um grande edifício em forma de arco, amplamente envidraçado, localizado no centro do eixo de intercâmbio entre as linhas RER B e RER C; será instalado em vez de alguns trilhos na viga, a uma distância igual dos dois portais aos quais será conectado e funcionará como uma poço de iluminação.
Em maio de 2020, a construção foi adjudicada a um consórcio liderado pela Vinci Construction Grands Projets.

## Patrimônio ferroviário

### Estação da Grande Ceinture
Esta estação é a mais antiga; ainda existe, localizado do outro lado da faixa de vias e servindo o RER C.

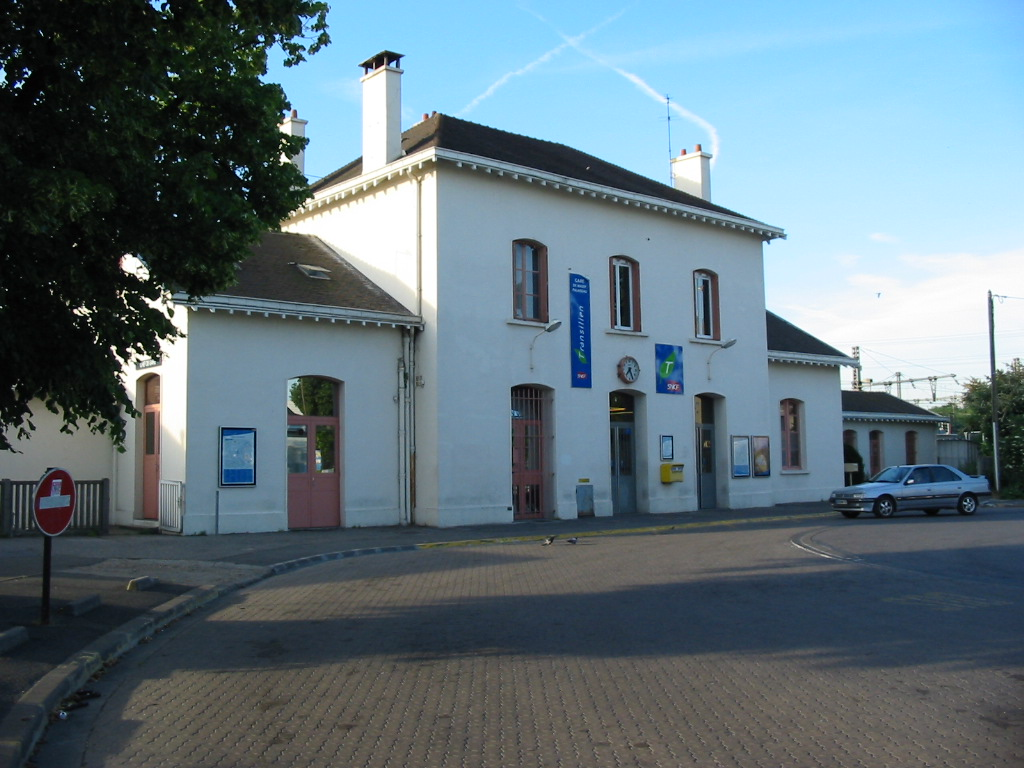
Antigo edifício de passageiros da Grande Ceinture e do RER C

O edifício de passageiros na estação Massy-Palaiseau-Grande-Ceinture data de 1883. É um edifício maior do que as estações normais construídas na Linha da Grande Ceinture de Paris; é idêntico ao da estação de Argenteuil-Grande-Ceinture. Ambos têm pilastras e cercas decoradas com catenagens alternadas de tijolos e pedras de cantaria; uma fachada revestida a bandas de tijolo e base de pedra, bem como cornija com lambrequins. Do lado do pátio, o relógio da estação, encimado por frontão arredondado, domina o tramo mediano. A planta deste edifício pode ser inspirada nas estações da Compagnie des chemins de fer de l'Ouest construídas no final do século XIX, especialmente em Vaux-sur-Seine e Conflans-Sainte-Honorine, na extensão da linha de Paris – Argenteuil para Mantes. Sua aparência atual é o resultado de múltiplas alterações; um revelamento de fachada, realizado no final da década de 2010 porém devolveu-lhe a cor amarela original.

### Estação Ferroviária de l'État
Um pequeno edifício de estilo modernista foi construído na linha de Paris a Chartres via Gallardon. Inaugurado em 1930, era idêntico a várias estações da linha, em particular a de Villebon-État. Desde então, este edifício desapareceu.

### Estação da linha de Sceaux (1938)
Em meados da década de 1930, a linha de Sceaux de transportes foi totalmente modernizada, eletrificada e equipada com algumas novas estações. Nesta ocasião, a estação de Massy - Palaiseau da linha de Sceaux de transportes recebeu um novo edifício, muito mais imponente assim como uma passarela de pedestres que atravessa os trilhos, junto à qual está instalado um posto de sinalização.
Todos esses edifícios foram construídos em estilo art déco pelo arquiteto do Chemin de fer de Paris à Orléans Louis Brachet. O edifício, inaugurado em 1938, existe até hoje e deverá ser reabilitado.
A passarela de 1938 está condenada e sua demolição foi considerada quando o novo pólo multimodal foi colocado em serviço em 2012. A porção da passarela coberta, localizada entre o prédio de passageiros e o posto de sinalização, originalmente estendia-se pela linha de Paris a Chartres dos Chemins de fer de l’État (nunca concluída). Sem destruir a passarela, o local foi significativamente alterado durante a construção do LGV Atlantique que passa em vala coberta neste local; superficialmente, o terreno foi asfaltado e integrado à rodoviária adjacente à estação.

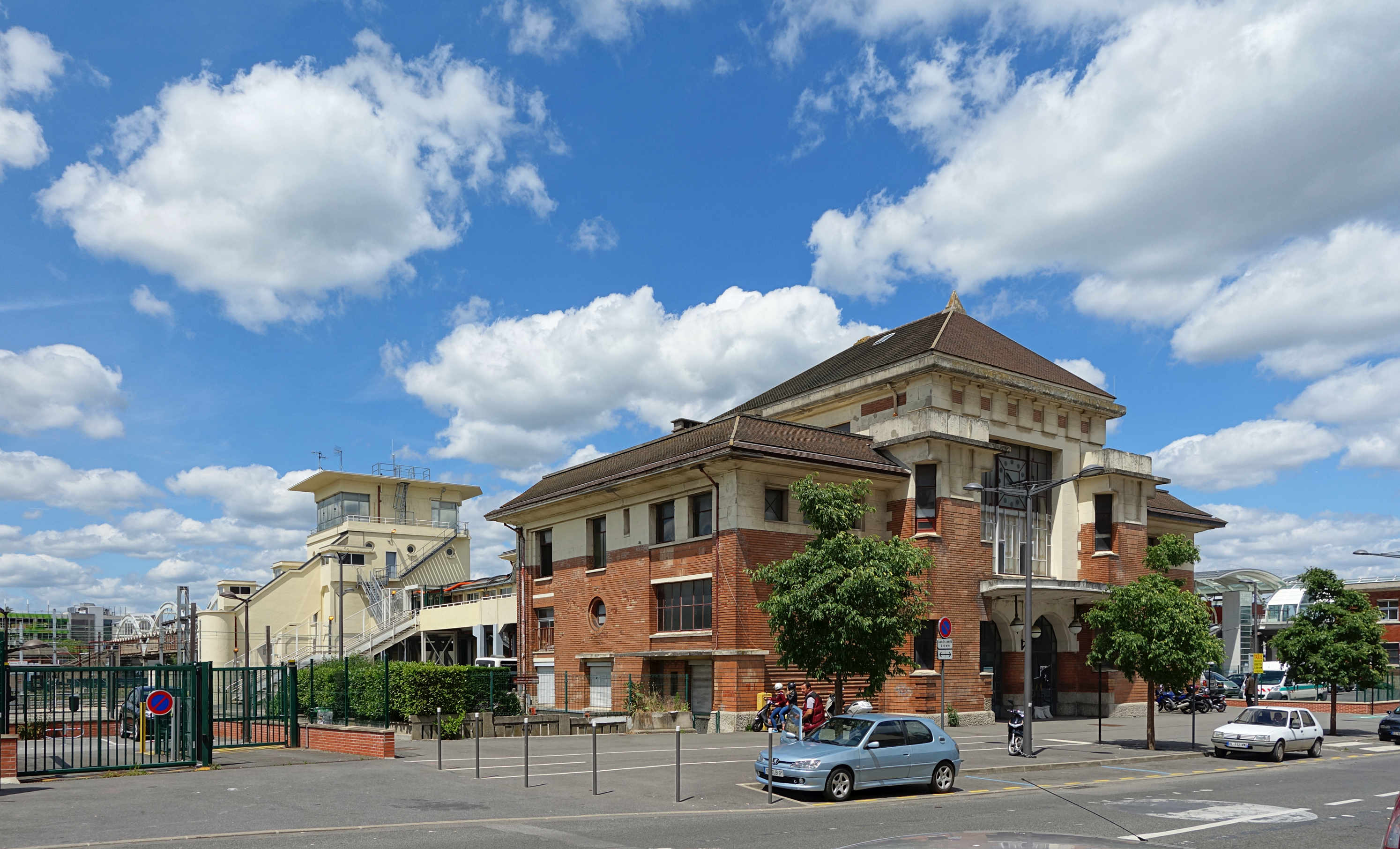
Antigo edifício de passageiros da linha de Sceaux, depois RER B, hoje desativado.
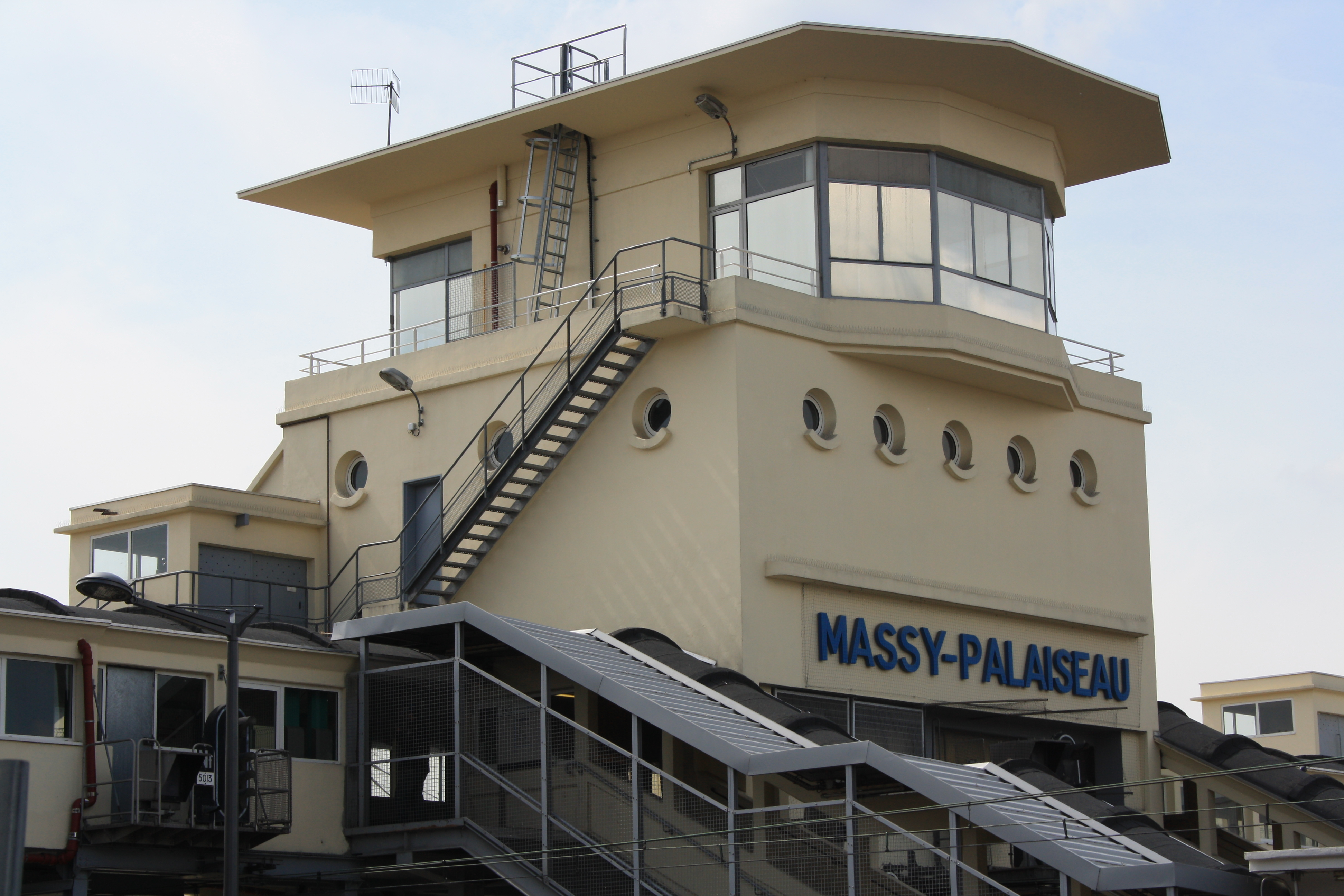
O posto de Aparelho de Mudança de Via.
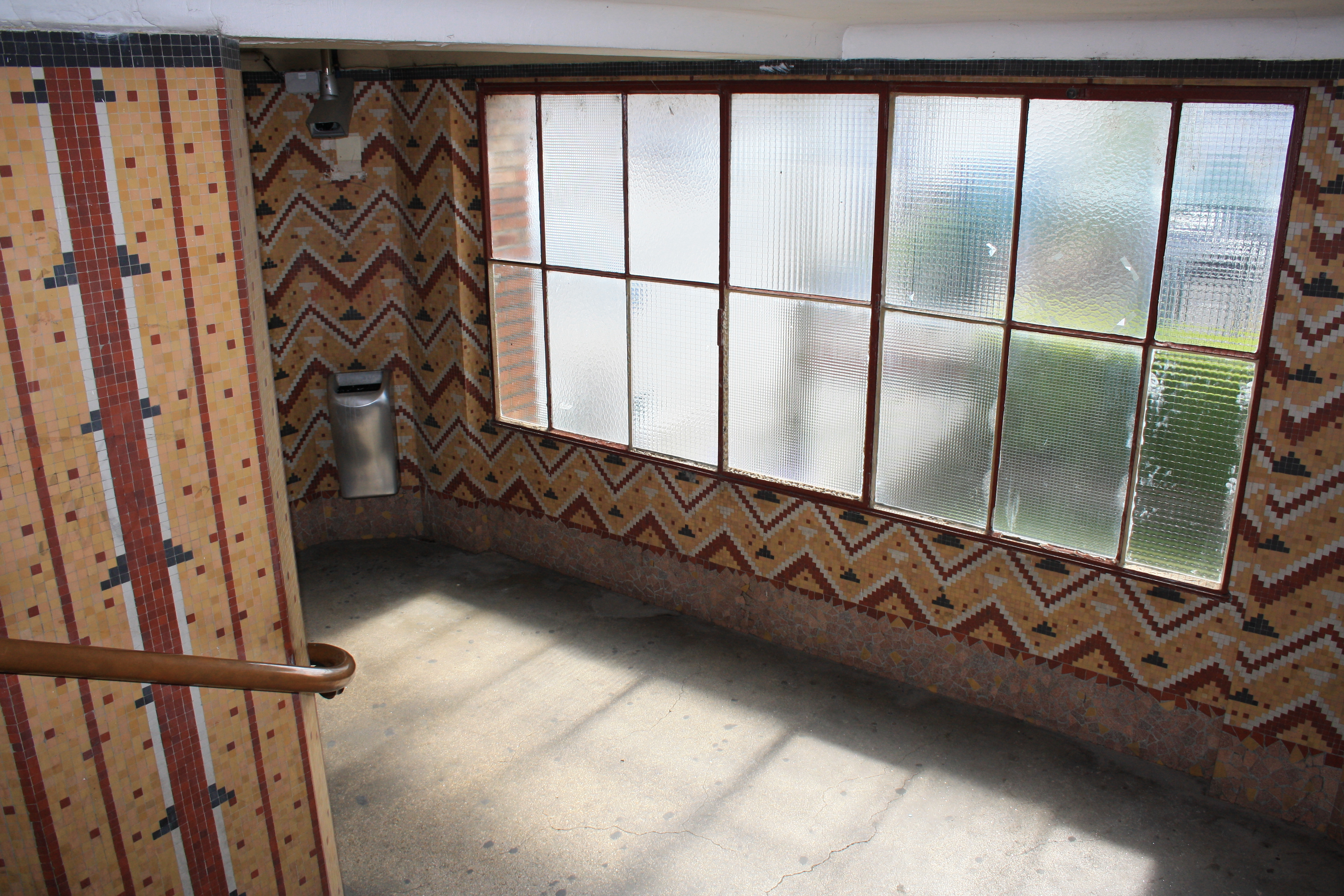
Interior do edifício: escada de acesso à passarela.
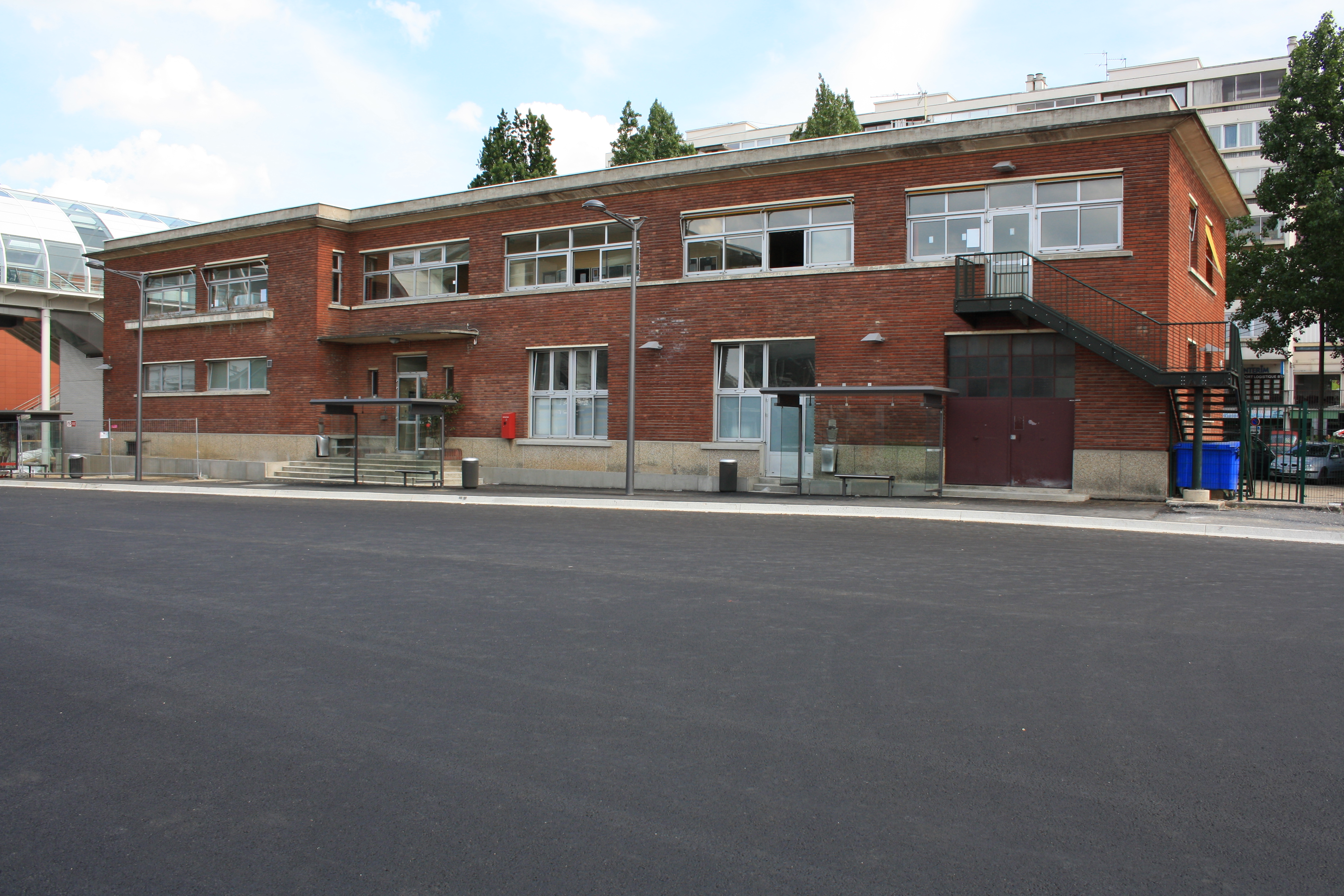
Edifício de serviço da estação de 1938.